# ماندرشاید، برنکاستل-ویتلیش
شهر ماندشاید، برنکاستل-ویتلیش (به آلمانی: Manderscheid, Bernkastel-Wittlich) در ایالت راینلند-فالتز در کشور آلمان واقع شده‌است.